# جوزيف جونسون (ناشر)
جوزيف جونسون (بالإنجليزية: Joseph Johnson)‏ ولد جوزيف جونسون في 15 تشرين الأول وتوفي في 20 كانون الأول. كان جونسون شخصية مؤثرة فقد كان بائع كتبٍ وناشر في لندن. تضمنت منشوراته أنواعًا مختلفةً ونظرةً واسعةً حول القضايا المهمة. كما اشتهر بنشره لأعمال مفكرين مثل ماري وولستنكرافت ووليام غودوين وتوماس مالتيس وجول بارلو والخبيرة الاقتصادية النسوية بريسيلا واكفيلد وأيضًا قام بنشر أعمال بعض المتدينين المعارضين كجوزيف بريسلي وآنا لاتيشا باربولد وجيلبيرت واكفيلد وجورج والكير.
قام جونسون بتأسيس دار نشرٍ حيث ركز به على نشر الأعمال الدينية كما وأصبح صديق بريستلي والرسام هنري فوسيلي وقد دامت هذه الصداقة طويلًا والتي اكتسب من ورائها أعمالًا كثيرة. في عام 1770 و1780 وسع جونسون مجال عمله حيث نشر أعمالًا مهمة كالأعمال الطبية وأدب الأطفال كما ونشر أشهر أشعار ويليام كاوبير وايراسموس داروين. ساعد جونسون من خلال مهنته في بناء عقلية شباب عصره، ليس فقط من خلال منشوراته بل وأيضًا من خلال دعمه للكُتّاب والمفكرين المبدعين كما ودعم المُناقشةَ المفتوحة للأفكار الجديدة حيث كانت تجري هذه المناقشة تحديدًا أثناء العشاء الأسبوعي الشهير والذي يتم حضوره بانتظام والذي أصبح يُعرف بـ«تجمُع جونسون».
دعم جونسون في عام 1790 أنصار الثورة الفرنسية وقام بنشر عدد كبير من المنشورات السياسية، كما منحت مجلة أنالاتيكال ريفيو الشهيرة صوتها جهرًا للمُصلحيين البريطانيين.
وفي عام 1799 وجهت لجونسون تهمة تحريض لنشره منشوراتٍ توحيدية (مسيحية) كتبها وزير الموحدين جيلبيرت واكفيلد وبعد قضائه ستة أشهرٍ في المعتقل، نشر بعضًا من المنشورات السياسية تحت ظروفٍ مريحة نسبيًا. لم يسعى لإيجاد كُتّابٍ جُدد في أخر فترة في حياته المهنية ولكنه بقي ناجحًا من خلال نشره لأعمال مؤلفين قام بجمعها كـأعمال ويليام شكسبير.
قام صديق جونسون والذي يُعرف بجون أيكين بمدحه وتلقيبه «ملك المتاجرة بالكتب» وكما لُقب أيضًا «بأهم ناشرٍ في إنجلترا من عام 1770 إلى عام 1810» لتقديره وتشجيعه للكُتّاب الشباب وتركيزه على نشر أعمال رخيصة الثمن بغرض تشجيع وتنمية قُراء الطبقة الوسطى كما وناصر الكاتبات في الوقت الذي كان ينظر لهُن بنظرة شك.

## نشأته
جونسون هو الابن الثاني لريبيكا تورنور جونسون وجون جونسون الذي كان خادم (يومن) في الكنيسة المعمدانية والذي كان يعيش في ايفيرتون وليفيربول. لفت جونسون أنظار المعارضة الدينية له منذ نشأته حيث كان اثنان من أقرباء والدته وزراء الكنيسة المعمدانية كما كان والده شماس الكنيسة. أصبح جونسون ناشطًا مدنيًا عندما كان شابًا في ليفيربول كما أنه كان يعد من أهم تُجار الموانئ في إنجلترا. هاتان الميزتان- التجارة والاعتراض- واللتان اكتسبهما جونسون منذ نشأته قد بقيتا أساسيتين في شخصيته.
تدرب جونسون في الخامسة عشر من عمره على يد جورج كينث وهو بائع كتب في لندن والذي كان مُختصًا في نشر الأعمال الدينية. شرح جيرلد تايسون كاتب سيرة جونسون أنه كان وضعًا غريبًا على شابٍ عاش وسط عائلةٍ منعزلة أن ينتقل إلى لندن ويصبح بائع كتب. كما تكهن بعض العلماء بتعاقد جونسون مع كيث بسبب ارتباط مسمى بائع الكُتب بكنسية ليفيربول. كما نشر كيث وجونسون خلال مسيرتهم المهنية العديد من الأعمال سويًا والذي أوحى باستمرار علاقتهما الودية حتى بعد بدء جونسون بعمله الخاص.

## 1760: بدايته في مجال النشر
عندما أكمل جونسون تدريبه في عام 1761، قام بفتح مشروعه الخاص ولكنه عانى لكي يستقر حيث قام بنقل متجره عدة مرات في السنة الواحدة. كانت اثنتان من منشوراته الأولى عبارة عن يوميات: كالكتاب المتكامل أو صحيفة السيد والتاجر اليومية 1763 والنساء الجذابات والمفكرة الأدبية حيث كانت هذه المذكرات معروفة جدًا فقد قام جونسون ببيعهم بسعر أفضل من منافسيه من خلال نشره أعماله الأولى بسعر أقل كما استمر جونسون ببيع هذه الكتب المربحة حتى نهاية عام 1790 ولكنه كان كمعارض ديني مهتمًا جدًا بنشر كتب تعزز من المجتمع لذلك هيمنت الأعمال الدينية قائمة كتبه كما ونشر أيضًا أعمالًا مرتبطةً بليفيربول (موطنه) والطب كذلك ولكن قام جونسون كناشر بأكثر من بيع وتوزيع الكتب كما وضحت ليزلي تشارد:
بجانب عمله الفعلي ببيع الكُتب للعامة فقد رأى جونسون بائع كُتبٍ لنشر منشوراته وتنسيقها مع الطابعين والمُعلنين وبائعي الكُتب الآخرين في المدينة والمحافظات وحتى البلدان الأجنبية الأخرى وتوزيعها. كما قام جونسون ببيع الأدوية المُسجلة ولكن الأمر الذي أخذ كل وقته هو رعايته لمؤلفيه: بإطعامهم وإيوائهم كما أنه عمل بعدة وظائف منها مَصرّفي وكاتب اتصالاتٍ بريدية ومُغلّف ووكيلًا أدبيًا ومُحررًا ورئيسًا اجتماعيًا وطبيبًا نفسيًا.
كما وأصبح جونسون ناجحًا ونمت سُمعتهُ فبدأ الناشرون بضمهِ للكونغرس أو ما يُدعى بالنقابات المِهَنيةِ والتي تقوم بالتوعية من خطورة نشر كُتبٍ مُكلفة في عدة شركات.

## الصداقات التي كوّنها
كوّنَ جونسون في أواخر العشرينات من عُمره صداقتين استمرتا طوال حياته. فأولُ صداقةٍ كوّنها كانت بينهُ وبين الرسام والكاتب هينري فيوسيلي والذي كان يُلقب «بسريع البديهةِ والمُشاكس». ذكَرَ كاتبُ سيرة فيوسيلي في بداية القرن التاسع عشر بأنه عندما التقى فيوسيلي بجونسون في عام 1764 كان قد «اكتسب جونسون بالفعل تلك الشخصية التي احتفظ بها لطوال حياته حيث كان رجلًا عظيمًا ونزيهُا ومشجعًا للأُدباءِ بقدر استطاعته كما وكان مُتخذ قرارٍ جيد بشأن كتاباتهم» حيث أصبحَ وبقي فيوسيلي صديقًا مقربًا لجونسون. كانت ثاني الصداقات التي كوّنها جونسون مع الفيلسوف الشهير والعالم الديني اللاهوتي جوزيف بريستلي والتي تُعتبر من أهم الصداقات فهذه الصداقةُ جعلت جونسون يُهمل الإيمان المعمداني الذي آمن به في شبابه ويعتمد التوحيدية مع مُتابعته لأشكال المعارضة السياسية. يرتبط جزء كبير من نجاح جونسون كناشر بصداقته مع بريستلي فقد نشر العديد من الكُتب معه كما وقام بتقديمه للعديد من الكُتّاب المعارضين. كان جونسون قادرًا على إصدار أعمال مُعارضين كُثرٍ من خلال توصية بريستلي، وبالأخص أعمالٍ من أكادمية وارينتون: منهم الشاعرةُ والكاتبة ومؤلفةُ قصص الأطفال آنا لاتيشا باربولد وشقيقها الطبيب والكاتب جون ايكين وعالم الطبيعة يوهان راينهولد فورستير ووزير الموحدين والمُجادل البارع جيلبيرت واكفيلد وأستاذ علم الأخلاق ويليام اينفيلد والاقتصادي السياسي توماس مالتوس كما وكتب تايسون «أن العلاقة بين الأكاديمية وبائعي الكُتب كانت علاقة مليئةً بالفائدة فليس المعلمون فقط من يقومون بإرسال مخطوطاتهم لنشرها ولكن التلاميذ السابقين أيضًا يسعون في السنوات التاليةِ لإصدار أعمالهم»  من خلال طِباعة أعمال بريستلي وغيره من مُعلمي أكاديمية وارينتون. كما وجعل جونسون من نفسه معروفًا بشكل واسع لدى المعارضين المُثقفين بمن فيهم أولئك الذين ينتمون إلى المجتمع القمري، كما توسعت أعماله إلى أبعد من ذلك. وثق بريستلي بجونسون وجَعَلهُ يتعاملُ مَع الخدمات اللوجستية في الجمعية الملكية.

## شراكاته
نَقل جونسون عمَلهُ في تموز1765 ليُصبح في شارع باتيرنوستر حيث شكّل شراكةً مع بي دافينبورت والقليل من الناس من يعلم بهذه الشراكة. افترضت تشارد بأنهما كانا مُهتمين بالمُعتقدات المتبادلة بينهم لأن شركة جونسون ودافينبورت قامت بنشر العديد من الأعمال الدينية بما فيها «المذهب الكالفيني الصارم»  ولكن افترق دافينبورت وجونسون في صيف 1767 حيث تكهن العلماء أنهم افترقا بسبب وجهة نظر جونسون الدينية والتي أصبحت مع الوقت غير تقليدية.
عندما أصبح جونسون مستقلًا مع تلك السُمعةِ القوية التي اكتسبها، لم يُعاني من الاستقرار كما عانى في بداية حياته المِهنية. قام جونسون بنشر تسعِ طبعاتٍ أوليةٍ بنفسه في غضون سنةٍ واحدةٍ واثنين وثلاثين عملًا أثناء شراكتهِ مع بائعي الكُتب الاخرين وكان أيضًا جزءًا من "الاجتماع لمُحبي الكُتب الذين تجمعوا في الـمقهى" والذي كان مركزًا للحياة الاجتماعية والتجارية للناشرين وبائعي الكُتب في القرن الثامن عشر في لندن. بدأت مشاريع نشر كبيرة في هذا المقهى كما واجتمع أهم الكُتاّب به.
كون جونسون شراكة مع جون باين في عام 1768 (كان جونسون على الأغلب الشريك الأكبر سنًا) حيثُ قاما في السنة التالية بنشر خمسين عنوانًا نشرت الشركة تحت إشراف جونسون وباين العديد من الأعمال مقارنة بالشركة التي كانت تحت إشراف جونسون ودافينبورت سابقًا وبالرغم من أن جونسون يهتم لمصلحة عمله إلا أنه لم ينشر أعمالًا لكي يُصبح ثريًا.
 ناشد أصحابُ المشاريع التي شجعت النقاش الحر جونسون لمُساعدتهم: فعلى سبيل المثال قام جونسون بمساعدة بريستلي في النشر عن الديانة اللاهوتية ورُغم إفلاسهم دعمَ المناقشة المفتوحة التي تتضمن أسئلة لاهوتية وعلى الرغم من أن الجريدة كلفت جونسون خسارة الكثير من ماله في عام 1770 مع ذلك كان على استعداد للبدء بنشر هذه الجريدة مرة أخرى في عام 1785 لأنه عَلِمَ مدى قيمتها.
في أواخرِ عام 1760 كان وقتًا تزايد فيه المُتطرفين البريطانيين وعلى الرغم من أن جونسون لم يُشارك بنشاطٍ في هذه الاحداث إلا أنهُ قام بمُساعدة أولئك الذين شاركوا من خلال نشره أعمالًا لانتخابات جون ويلكيس المثيرة للجدل والاضطراب في المُستعمرات الأمريكية  وعلى الرغم من اهتمامه الكبير بالسياسة فما يزال جونسون ينشر مع باين الأعمال الدينية وينشران بين الحين والاخر أعمالا لأدب الرحلات وقد كتب تايسون "في العقد الأول من حياة جونسون المهنية كان اهتمامه كبائع كُتبٍ مبنيًا على رغبته في تقديمه أعمال المُعارضةِ (الدينية والسياسية).

## الحريق
كان جونسون على وشك النجاح الحقيقي عندما أُضرمت النار في متجرهِ في 9 كانون الثاني لعام 1770 فكما ذكرت إحدى صُحف لندن:
" اندلع حريقٌ صباح أمس بين الساعة السادسة والسابعة في ميسيرس حيث بدأ في متجر بائعي الكتب جونسون وباين في شارع باترنوستر وقد التهمت النيران منزل السيد كوك الطابع والسيد ابتون القائم على المزادات... والذي كان يحتوي على مخزون من كتاب الإنجيل وأدعية شائعة والتي تعود مُلكيتُها لمطبعة اوكسفورد...  وقد مر الكثير من الوقت حتى تمكن الإطفاء من الوصول بسبب انسداد الطريق بالجليد والثلج.  العديد من العائلات كانوا نيامًا عندما اُكتُشفَ الحريق ولكن الوقت لم يُسعف السيد جونسون إلا لتحذير عائلته وشريكه للهروب وقام بأخذ بعض الكتب ولكن بقية الكتب والأثاث قد تدمروا.
خسر فيوسيلي جميع مُمتلكاته بما فيها الطبعة الأولى من مُلاحظاته على كتاباته وسلوك جي.جي روسو عندما كان يعيش مع جونسون.  أُلغيت الشراكة بين جونسون وباين فلقد افترقا بشكلٍ ودي وحتى أن جونسون قام بنشر بعض أعمال باين في السنوات التالية.

## 1770: تأسُسهُ
بعد سبعة أشهُر من حادثة الحريق التي دمرت متجره وبضائعه ففي آب عام1770 أعاد جونسون تأسيس متجره في شارع 72 في بول تشارشيارد فقد كان أكبر متجرٍ في شارع باعة الكُتب كله حيث بقي فيه لبقية حياته.  كان غير واضحٍ كيفية تمكن جونسون من العودة مجددًا فلقد قال بغموض لصديقٍ لهُ أن «صديقه اتى إليه وقام بمساعدته» وفي بداية القرن التاسع عشر ذكر كاتب السيرة الذاتية بأن «السيد جونسون أصبح الآن معروفًا ويحترمُه الكثير وفي هذه الحادثة المشؤومة قابل أحد أصدقائه حيث تبرع ليُمكنَ جونسون من البدء من جديد». تنبأ تشارد بأن بريسلي هو من قام بمساعدته لأنهُما كانا صديقين مقربين للغاية.

## منشوراتُه الدينية والدعوة إلى التوحيد
قام جونسون بنشر أعمالٍ لاهوتيةٍ وسياسيةٍ كتبها بريستلي وغيره من المُعارضين فور إعادة فتح شركته.  بدأ جونسون في عام 1770 بنشر أعمال الموحدين خاصةً ونصوصًا تدعو إلى التسامُح الديني، كما أنهُ أصبح أيضا يُشارك شخصيًا في قضية الموحدين فقد كان حلقة وصل للمعلومات بين المعارضين في البلاد كما كان يمدُ الناشرين من الأرياف بمنشوراتٍ دينية ويُمكن المعارضين من نشر معتقداتهم بسهولةٍ ويُسر كما شارك جونسون بالجهود التي تدعوا لإبطال الفحص وأفعال المؤسسة التي تُقيد حقوق المعارضين. في فترةٍ واحدةٍ قدرها ستة سنوات في سبعينيات القرن الثامن عشر كان جونسون مسؤولًا عن نشر ما يُقارب ثُلث أعمال المُوحدين.  تابع جونسون دعمه في عام 1787 و1789 و1790 عندما عرض المعارضين إلغاء القوانين في البرلمان كما ونشر العديد من المؤلفات المؤيدة لهذا الإلغاء والتي قام بكتابتها بريستلي
وقد كان لجونسون دورًا أساسيًا في تأسيس ثيوفيلوس ليندسي لأول كنسية موحدين في لندن. كان هُنالك بعض الصعوبات فقد كان الموحدين خائفين في ذلك الوقت وقد بقيت معتقداتهم غير قانونية حتى ظهرت عقيدة الثالوث قانون 1813فحصل جونسون على مبنى لكنيسة في شارع لاسيكس بمساعدة المحامي جون لي والذي أصبح فيما بعد النائب العام. بالإضافة لتمويل الكنيسةٍ الجديدةٍ ومساعدتهِ لأصدقائه فقد قام جونسون أيضًا بنشر خطاب ليندسي الافتتاحي الذي بيعَ في غضون أربعة أيام كما واصل جونسون الحضور والمشاركة بنشاطٍ في هذا المؤتمر خلال حياته.  أصبح ليندسي ووزير الكنيسة جون ديزني أكثر الكُتّابِ جونسون نشاطًا وفي عام 1780 واصل جونسون الدعوة إلى التوحيد ونشر سلسلة من الكتابات المثيرة للجدل والتي كتبها بريستلي. لم يجني جونسون الكثير من المال من خلال هذه الكتابات ولكنها تتوافق تمامًا مع فلسفته حول المُناقشة المفتوحة والتسامح ديني كما وأصبح جونسون أيضا ناشرًا للمجتمع لتعزيز المعرفة بالكتب المقدسة كما وقرر مجموعة من الموحدين إصدار مواد عبادة جديدة وتفسير الإنجيل (اتطلع على رابطة الموحدين والأجانب).
على الرغم من اكتساب جونسون شُهرةً من خلال نشره أعمال الموحدين ولاسيما أعمال بريستلي فقد قام أيضًا بنشر أعمال المعارضين الانجليكية (مذهب مسيحي) والـيهودية. وعند جمعه منشوراته الدينية المختلفة يظهر بأن القاسم المُشترك بينها هو التسامح الديني وعلى سبيل المثال، قام بنشر ترجمة جورج غريغوري الإنجليزية لكتاب بيشوب روبيرت لوث عن الشعر العبري في عام 1787. نشر غريغوري العديد من الكُتب مع جونسون مثل مقالات تاريخية وأخلاقية في عام 1785 وعن كيفية كتابة وإلقاء الخطب في عام 1787 كما وضرب غريغوري مثالًا على نوع المؤلف الذي يُفضل جونسون العملَ معهُ: فهو يُفضله ذو فكرٍ ليبيرالي ومُثابر ولكنه ليس بتفكيرٍ ملتوٍ وليس بشخصٍ يُعظم من نفسه. كتبت هيلين برايثوايت في دراستها عن جونسون " كان المعارضون يرون نهجه التعددي المليء بالثقافة على أنه نهج رحيم ومتساهل وهذا يفتح الباب لجميع الأسئلة المُزعجةِ والتشكيك به ويضعهُ في خلافٍ مع الدين والسُلطةِ القائمة.

## الثورة الأمريكية
أصبح جونسون مشاركًا بنشر المواعظ والدعايات السياسية والدينية في الدفاع عن الثوار الأمريكيين لارتباطه بالمعارضين البريطانيين. بدأ جونسون بعنوان منزل بريستلي ليحتج المُعارضون من جميع الطوائف على الانتخابات القريبة لأعضاء البرلمان في عام 1774 فهذه الانتخابات حثت المعارضين على التصويت للمشرحين الذين يضمنون الحرية للمُستعمرات الأمريكية كما واصل جونسون سلسلته المُناهضة للحكومة ونشرهُ للكُتيبات المؤيدة للولايات المتحدة من خلال نشر مواعظ عن يوم الصيام والذي قام بكتابتها جوشوا تولمين وجورج والكير وايبينيس ريدكليف ونيوكوم كاب كما وصفت برايثوايت هذه المواعظ بأنها «انتقادات صريحةً ضد الحكومة». وأنها «لم تكن فقط فريدةً من نوعها بل من المُحتمل أن تكون مدمرة وخطيرة» وأضافت أن قرار جونسون بنشره الكثير من هذه المنشورات يدلُ على تأييده للوضع السياسي وعلاوة على ذلك فقد نشر جونسون ما دعته برايثوايت «أنه الدفاع الإنجليزي الأكثر تأثيرًا بالمستعمرين على الأغلب» كما ونشر ملاحظاتِ ريتشارد برايس عن طبيعة الحرية المدنية (1776). بيعت أكثر من 60.000 طبعةٍ خلال سنةٍ واحدةٍ كما أصدر جونسون في عام 1780 أول أعماله السياسية عن بنجامين فرانكلن في إنجلترا وعن المخاطر السياسية حيث كانت المستعمرات الأمريكية في تمرد آنذاك. جونسون عادة لا يقوم بطباعة النصوص التي تتحدث عن الاستعمار كما أن علاقاته مع الثورة كانت عبر ارتباطه بالمعارضين وبالتالي فإن الأعمال التي نشرها جونسون أكدت كُل من الاستقلال الاستعماري وحقوق أولئك المعارضين «الحق بطلب إزالة الظلم وحفظ وحماية الحقوق المُتساوية للمدنيين»

## نصوص تثقيفية
بدأ جونسون بعد عام 1770 بنشر مجموعةٍ واسعةٍ من الكُتبِ وتحديدًا فيما يتعلق بالنصوص العلمية والطبية وأحد أهم النصوص كان الجزء الأول من التاريخ الطبيعي للأسنان الذي نُشر عام (1771) للكاتب جون هنتر والذي يُوضح فيه «ارتقاء طب الأسنان إلى مستوى العمليات الجراحية»، بالإضافة إلى دعم جونسون للأطباء عندما شُكِكَ بمدى فعالية العلاج كما هو الحال في نص الملاحظات والأنتيمون الذي نُشر عام (1774) لجون ميلير والذي ادّعى فيه أن دواء مسحوق الحمى للطبيب جيمس كان غير فعال، وكان مجرد نشر هذا المنشور مجازفة بحد ذاتها لأنه كان دواء مسجل ببراءة اختراع وذو شعبية كبيرة حيث جمع زميله بائع الكتب جون نيوبري ثروته من بيع هذا الدواء.
كما ونشر جونسون الكتاب الشهير «قوانين احترام المرأة كاحترامهم لحقوقها الطبيعية» في عام 1777 وهو تفسيرُ للشخص العلماني كما هو مُوضحٌ من عنوانه، وكما علق تايسون «تكمن القيمة المُطلقة لهذا الكتاب في تسليح النساء بمعرفة حُقوقهن القانونية في حال تعرضهن للهجوم والانتقاد بسبب الجهل». نشر جونسون كتاب قوانين احترام المرأة دون ذكر اسم الكاتب ولكن يُنسب هذا الكتاب في بعض الأحيان إلى اليزابيث تشادلي بريستول والتي عُرفت بالزوجة الثانية للدوق الثاني لكينغستون أبون هول بعد زواجها السابق السري من أوغسطس جون هرفي الإيرل الثالث لبريستول، أظهر هذا الكتاب جهود جونسون لتعزيز الأعمال والكتابة عن مشاكل المرأة مثل كتاب الدفاع عن حقوق المرأة والذي نشره عام 1792 بالإضافة إلى دعمه للكاتبات.

## ثورةٌ في أدب الأطفال
ساهم جونسون بشكلٍ كبير في أدب الأطفال فقد أدت منشوراتُه عن دروس باربولد للأطفال في عام (1778-79) إلى ظهور ثورةٍ في نوعٍ من الأدب الحديث، فقد أهلمَ هذا الأدب بأسلوبه البسيط وحواراتُه بين الأم وطفلها ولغة التخاطب الكثير من المؤلفين مثل المؤلفة سارة تريمير. شجع جونسون النساء للكتابة في هذا النوع مثل شارلوت سميث ولكن كانت دائمًا ما تأتي توصيتُه مع تنبيهٍ بحجم صعوبة الكتابة بشكلٍ جيدٍ للأطفال  فعلى سبيل المثال، كتب لسميث «رُبما لا تستطيعين استغلال وقتك وموهبتك النادرة بشكلٍ مفيدٍ للعامة ولنفسك مثل استغلالك الوقت والموهبةَ لتأليف كُتبٍ للأطفال وللشباب ولكنني مُدركٌ تمامًا بانهُ من الصعب جدًا اكتساب تلك البساطة في الأسلوب والتي هي المطلب العظيم والمنشود» كما أنه قام بنصيحة ويليام غودوين وزوجته الثانية ماري جان كلايمونت بمنشورات في مكتبتهم جوفونال (التي أنشأت في عام 1805) ولم يشجع جونسون بكتابة أدب الأطفال البريطاني فقط ولكنه أيضًا ساعد في رعاية الترجمة والنشر للأعمال الفرنسية المعروفة مثل ارنود بيركوين ليمي ديس اينفانس (1782-83)
ونشر جونسون بالإضافة إلى كُتب الأطفال كُتبً مدرسيةً للأشخاص الذين يتعلمون في المنزل مثل مقدمة جون هيوليت للتدقيق الاملائي والقراءة والذي نُشر في عام (1786) ومقدمة ويليام نيكولسون لطبيعة الفلسفة الذي نُشر في عام (1782) ومقدمة جين بونيكاسل للقياس والرياضيات العملية والذي نُشر في عام (1782) كما ونشر جونسون أيضًا كُتبًا للتعليم وتربية الأطفال مثل الكتاب الأول لولستونكرافت أفكارٌ حولَ تعليم البنات
وفي حلول نهاية عام 1770 أصبح جونسون ناشرًا معتمدًا. الكُتّاب ولاسيما المعارضين _ سعوا خلفه كما وأصبح منزله وسطًا للتشدد والتحفيز ولأنه كان يأمل بنشر العديد من الآراء حول القضايا في العالم فقد كان يحظى باحترام الكُتّاب من مختلف الوجهات السياسية كناشرٍ، كما ونشر جونسون العديد من أعمال التوحيد ولكنه أصدر أيضًا منشوراتٍ تنتقد هذه الأعمال فعلى الرغم من أنه كان مؤيدًا لإبطال الاسترقاق ولكنه نشر أعمال لمصلحة تجارة الرقيق كما ودعم التلقيح ولكنه نشر أعمالا تنتقده أيضًا.